# Crab Game
Crab Game este un joc video free-to-play dezvoltat și publicat de dezvoltatorul indie norvegian Daniel Sooman, cunoscut sub numele de Dani. Jocul a fost lansat pentru Microsoft Windows pe Steam și pentru macOS și Linux pe Itch.io pe 29 octombrie 2021; edițiile macOS și Linux au fost lansate ulterior pe Steam pe 16 noiembrie. Bazat pe seria Netflix Squid Game, jucătorii concurează între ei într-o gamă largă de minijocuri pentru a fi ultimii în viață.

## Gameplay
Crab Game este un joc de petrecere multiplayer first-person care jucătorii concurează în diverse minijocuri bazate pe jocuri din copilărie. Jucătorul trebuie să evite moartea și să fie ultimul rămas pentru a câștiga un premiu în bani; Jucătorii îi pot ataca pe alții cu diverse obiecte, pot concura în diferite hărți și moduri de joc și pot comunica între ei prin chat de proximitate. De asemenea, jucătorii pot crea servere cu până la 40 de jucători sau se pot alătura celor existente. În timp ce inițial jocul prezenta în principal minijocuri inspirate de Squid Game, o serie de actualizări de conținut au extins jocul pentru a avea o varietate de moduri de joc și hărți unice pentru Crab Game, fără nicio legătură vizibilă cu seria.

## Dezvoltare și lansare
Crab Game a fost creat inițial în două săptămâni, ca răspuns la popularitatea Squid Game a fost numit ca atare, pentru a evita o scrisoare de întrerupere și încetare de la Netflix. Pe 29 octombrie 2021, Crab Game a fost lansat pe Steam pentru Microsoft Windows. Jocul a fost lansat pe Itch.io pentru macOS și Linux, deoarece Dani nu era sigur de stabilitatea lor, deoarece nu le-a putut testa; Edițiile au fost lansate ulterior pe Steam pe 16 noiembrie. De la lansare, Crab Game a primit actualizări de conținut care constau în hărți noi, mai multe jocuri și o optimizare mai bună pentru computere mai lente sau viteze de internet.

## Recepție
Crab Game a fost bine primit la lansarea sa inițială, atingând un vârf istoric de peste 56.000 de jucători pe Steam și peste 211.000 de spectatori pe Twitch. De asemenea, jocul a câștigat rapid expunere pe YouTube.
Pe 2 noiembrie 2021, streamerul Twitch xQc a suferit un atac DDoS în timp ce se juca Crab Game, determinându-l să se deconecteze de la internet. Diferiți streameri Twitch au suferit și atacuri DDoS, cum ar fi Sodapoppin și Nick Polom. Problemele au fost confirmate de dezvoltatorul Dani ca fiind cauzate de rețeaua pe care rula jocul, ceea ce a făcut publice adresele IP ale jucătorilor; el a cerut jucătorilor să nu se alăture niciunui lobby public pentru a preveni orice atac DDoS. Problema a fost rezolvată de atunci. 

## Premii
| An   | Premiu                 | Categorie                  | Rezultat     |
| ---- | ---------------------- | -------------------------- | ------------ |
| 2021 | Premii Steam           | Mai bine cu prietenii      | Nominalizare |
| 2021 | Premiile Chat's Choice | Cel mai bun joc competitiv | Câștigat     |